# Stibaera habrosynoides
Stibaera habrosynoides là một loài bướm đêm trong họ Noctuidae.